# Else Hirschberg
Pour les articles homonymes, voir Hirschberg.
Ne doit pas être confondu avec Else Hirsch.
Else Mathilde Erna Hirschberg, née le 11 février 1892 à Berlin et morte assassinée en 1942 à Auschwitz, est une chimiste allemande. Elle est la première femme diplômée en chimie de l'université de Rostock,.

## Biographie
Else Hirschberg est l'aînée des quatre filles - Paula Gertrud, Bertha Hertha et Margot Emilie -  du marchand juif Ludwig Michael Hirschberg (1857-1920) et de sa femme, Aurelie Hirschberg, née Kroner (1868-1936). Sa mère descend d'une longue ligne de rabbins. La famille déménage à Königsberg (alors en Prusse, aujourd'hui Kaliningrad en Russie) puis part s'installe finalement à Rostock en 1908.
Cette année-là, elle entre en chimie à l'université de Rostock en tant qu'auditrice libre, les femmes n'étant pas encore autorisée à étudier avant 1910. En parallèle, elle travaille à l'Institut d'hygiène sous la supervision de Ludwig Pfeiffer. Elle publie son premier article en 1913, dans lequel elle s'intéresse à la dose de glucose dans l'urine sous l'égide de Friedrich Martius et Joseph Meinertz à l'Hôpital universitaire de la ville. Dans le même temps, elle s'intéresse aux pyrazolones comme agent médicamenteux mais elle ne peut passer le concours d'entrée en médecine. Entre 1917 et 1919, elle écrit plusieurs articles médicaux avec le physiologiste Hans Winterstein à l'Institut de physiologie de l'université. En 1919, ils publient un article dans le Journal of the Chemical Society sur la dégradation des substances graisseuses dans le système nerveux central (The Degradation of Fatty Substances in the Central Nervous System)
De 1925 à 1927, elle écrit plusieurs articles sur le système nerveux central ainsi que de la solubilité du chloroforme dans le sang entre autres. En 1927, elle réussit son Abitur et peut terminer son doctorat en 1928. Employée à l'université de Rostock, elle ne peut prétendre à un titre de chercheur car elle n'a aucune formation médicale.
Après avoir perdu son travail à la suite de la loi allemande sur la restauration de la fonction publique du 7 avril 1933, elle tente d'émigrer vers les États-Unis grâce à l'Association américaine des femmes diplômées des universités mais malgré son ancien poste, elle ne reçoit aucune offre de la part d'université américaine pour obtenir un visa hors-quota. Sa mère meurt en 1936 et elle décide de quitter Rostock. L'année suivante, Else Hirschberg est directrice du laboratoire de l'Hôpital juif de Hambourg mais ce dernier ferme début 1939.
Le 11 juillet 1942, elle fait partie d'un convoi partant de Hambourg comprenant 24 autres juifs de Rostock et envoyé vers Auschwitz. La date exacte de son décès est inconnu.

## Hommages
Une Stolpersteine est apposée au Wiesenstrasse 26 à Hambourg,.

## Publications
- (de) avec Hans Winterstein, « Über die Permeabilität von Muskelmembranen », Pflüger's Archiv für die gesamte Physiologie des Menschen und der Tiere, vol. 217, no 1,‎ 1927, p. 216–220 (DOI 10.1007/BF01723673, lire en ligne)
- (de) avec Hans Winterstein, « Stickstoffsparende Substanzen im Stoffwechsel der nervösen Zentralorgane », Hoppe-Seyler´s Zeitschrift für physiologische Chemie, vol. 108, nos 1-2,‎ 1919, p. 9–20 (DOI 10.1515/bchm2.1919.108.1-2.9, lire en ligne)
- (de) avec Hans Winterstein, « Über den Umsatz von Fettsubstanzen in den nervösen Zentralorganen », Hoppe-Seyler´s Zeitschrift für physiologische Chemie, vol. 105, nos 1–2,‎ 1919, p. 1–19 (DOI 10.1515/bchm2.1919.105.1-2.1, lire en ligne)
- (de) « Der Umsatz verschiedener Zuckerarten im Stoffwechsel der nervösen Zentralorgane », Hoppe-Seyler´s Zeitschrift für physiologische Chemie, vol. 101, nos 5-6,‎ 1918, p. 248–254 (DOI 10.1515/bchm2.1918.101.5-6.248, lire en ligne)
- (de) avec Hans Winterstein, « Über den Zuckerstoffwechsel der nervösen Zentralorgane », Hoppe-Seyler´s Zeitschrift für physiologische Chemie, vol. 100, nos 3–4,‎ 1917, p. 185–202 (DOI 10.1515/bchm2.1917.100.3-4.185, lire en ligne)